# ラビリンス (Skoop On Somebodyの曲)
「ラビリンス」（らびりんす）は、日本のR&BグループのSkoop On Somebodyが2018年8月31日にリリースした3曲目の配信限定シングル。

## 概要
後の2018年9月3日にライブ会場限定でフィジカルリリースされた。
『ラビリンス』は『どんなに離れても』以来の川口大輔による提供作品。
本作収録の3曲はすべて『What is love?』に収録された。

## 収録曲
全作詞：Toshiki Kunihiro
1. ラビリンス
  - 作曲：Daisuke Kawaguchi　編曲：S.O.S., Daisuke Kawaguch
2. masquerade
  - 作曲：Nanami　編曲：S.O.S.
3. After Note
  - 作曲・編曲：S.O.S.